# Joseph Kuta
Jozef Kuta, né le 29 septembre 1919 à Gelsenkirchen (Allemagne) et mort le 15 mars 1993 à Béziers (Hérault), est un footballeur polonais. Il a joué demi au Stade de Reims puis au FC Nancy.

## Carrière de joueur
- Orchies
- Stade de Reims (1945-1948)
- FC Nancy (1948-1953)
- Chaligny
- FC Dombasle

## Palmarès
- Vice-Champion de France 1947 (avec le Stade de Reims)